# كريم الملاخ
كريم الملاخ، ممثل مصري قام بالعديد من الأعمال السينمائية والمسرحيات والأفلام القصيرة كمخرج وبطولة وحالياً يعمل في مجال التأليف المسرحي والسينمائي.

## الأفلام السينمائيه
- سبوبة (فيلم)
- سعيد كلاكيت (فيلم)

## الافلام القصيرة
- يوم سعيد جداً

## المسرحيات
- راضي مش راضي
- مسرحية فركش